# Celeste canta... D'Angelo
Celeste canta... D'Angelo è il trentesimo album del cantante italiano Gianni Celeste, cantato in lingua napoletana, pubblicato nel 2000. Primo omaggio all'artista Nino D'Angelo e alla sua controparte Gaetano.

## Tracce
1. Amo l'estate
2. Mia cara città
3. Cuore
4. Chisà si me pienze
5. Crisi d'amore
6. Sempe cu tte
7. Chi ce stà
8. 'Mmiez'a via
9. Casa mia
10. Caldo d'inverno